# 建設物価調査会
一般財団法人 建設物価調査会（けんせつぶっかちょうさかい）は、日本の建設工事の労務費単価、建設資材の単価等の調査、出版等を行っている団体。以前は国土交通省所管の財団法人であったが、公益法人制度改革に伴い一般財団法人へ移行した。

## 概要
戦後、積算に用いる建設資材等の価格調査を目的として、1946年9月に東京に「東京経済調査会（現在の財団法人経済調査会の前身）が設立。翌年の1947年9月、大阪に大阪物価調査会が設立され、これが現在の建設物価調査会の前身となる。これにより今まで個人的な価格情報で得ていた価格は標準化と統一化に向かった。
1955年に当時の建設省の認可を受け設立。全国10都市に支部を構え、物価調査の実施と出版を行う。

## 建設物価
建設資材や労務費の調査結果に基づき、毎月出版している書籍。上水道・下水道、道路、河川、港湾、内装、配管、空調、造園等、建築、土木工事に使用する標準的な資材の単価を、網羅的かつ地域別に掲載していることから、公共工事のみならず民間工事の発注・受注担当者が積算を行う際の根拠とする資料となっている。また、書籍での情報発信だけでなく、Web建設物価（委託先：株式会社建設物価サービス）にて「月刊 建設物価」と同様の情報を掲載している。

## 同業者
同様の調査業務は、内閣府所管の財団法人経済調査会も行っており、この二法人による複占状態となっていた。
しかし、現在は民間の設計コンサルタント業者なども資材調査業界に参入している。そうした中、建設物価調査会は、60年を超える調査業務のノウハウを強みとし、資材・建設業者、国、自治体から信頼と高い評価を得ている模様。

## 資材単価の調査
資材単価は資材の単位数量当たりの価格のこと。経済調査会と建設物価調査会が、市中の市場価格を調査して、最も標準的と考えられる市場価格を取りまとめている。調査は使用頻度が高く、価格変動が多い資材は毎月調査し、使用頻度が低く、価格変動の少ない資材は年数回調査する。調査対象資材は約6から7万規格が対象とされる。

## 主な出版物
- 土木工事積算標準単価 - 歩掛、人件費、材料費を基にした標準的な単価を記載。記載されている単価は金額の記載が有るだけで、記載されている金額は歩掛の標準の条件に基づいている
- 下水道工事積算標準単価 - 下水道工事における標準的な単価を記載しただけのもので詳細な条件などは標準的な歩掛、人件費、材料費を基にしている
- 土木工事積算基準マニュアル - 歩掛、建設機械損料、材料費その他を含めた実際の積算例を記載。記載されている内容は単純な人件費からなる施工単価、標準的な条件の機械運転単価、岩盤掘削などの割増しを用いた機械運転単価、市場単価を用いた施工単価、経費の計算など
- 下水道工事積算の実際 - 土木工事積算基準マニュアルと同様で下水道工事での積算例が記載されている。これらの資料は共に材料費が各都道府県、及び地域によって異なるため含まれておらず、よって材料費の加算などを考慮してデータを加工する必要があるが、記載されている金額が信頼できるため、歩掛から導き出した施工単価の検算用に利用できる